# Liste der Biografien/Matu
Liste der Biografien |
Portal Biografien |
Personensuche
# |
A |
B |
C |
D |
E |
F |
G |
H |
I |
J |
K |
L |
M |
N |
O |
P |
Q |
R |
S |
T |
U |
V |
W |
X |
Y |
Z |
?
 
Ma |
Mb |
Mc |
Md |
Me |
Mf |
Mg |
Mh |
Mi |
Mj |
Mk |
Ml |
Mm |
Mn |
Mo |
Mp |
Mq |
Mr |
Ms |
Mt |
Mu |
Mv |
Mw |
Mx |
My |
Mz
 
Maa |
Mab |
Mac |
Mad |
Mae |
Maf |
Mag |
Mah |
Mai |
Maj |
Mak |
Mal |
Mam |
Man |
Mao |
Map |
Maq |
Mar |
Mas |
Mat |
Mau |
Mav |
Maw |
Max |
May |
Maz
 
Mata |
Matb |
Matc |
Mate |
Matf |
Math |
Mati |
Matj |
Matk |
Matl |
Matm |
Matn |
Mato |
Matr |
Mats |
Matt |
Matu |
Matv |
Matw |
Maty |
Matz
Die Liste der Biografien führt alle Personen auf, die in der deutschsprachigen Wikipedia einen Artikel haben. Dieses ist eine Teilliste mit 142 Einträgen von Personen, deren Namen mit den Buchstaben „Matu“ beginnt.

## Matu

### Matuc
- Matuccius Fuscinus, Lucius, römischer Suffektkonsul (159)
- Matuchin, Wladimir Alexandrowitsch (* 1960), russischer Schauspieler, Schauspiellehrer, Theaterpädagoge und Regisseur

### Matud
- Matuda, Eizi (1894–1978), japanischer Botaniker

### Matug
- Matugenus, antiker römischer Toreut

### Matuh
- Matuhin, Nick (* 1990), deutscher Ringer

### Matui
- Matui, Amos Tirop (* 1976), kenianischer Marathonläufer
- Matuidi, Blaise (* 1987), französischer FußballspielerBlaise Matuidi (* 1987)

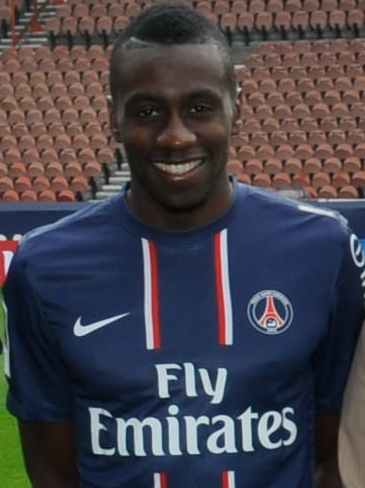
Blaise Matuidi (* 1987)

- Matuiza, Donatas (* 1975), litauischer Beamter und Politiker

### Matul
- Matul, Niko (1928–1988), jugoslawischer Filmarchitekt
- Matula, Antonín (1885–1953), tschechoslowakischer Schriftsteller und Kulturbeamter
- Matula, Hanns (1923–1987), österreichischer Kameramann
- Matula, Iosif (* 1958), rumänischer Politiker (Demokratisch-Liberalen Partei), MdEP
- Matula, Kimberly (* 1988), US-amerikanische Schauspielerin
- Matulaitienė, Rūta (* 1976), litauische Politikerin
- Matulaitis, Juozapas (* 1936), litauischer Priester, Bischof von Kaišiadorys
- Matulaitis, Jurgis (1871–1927), Erzbischof von Vilnius und Seliger
- Matulas, Antanas (* 1956), litauischer Politiker
- Matulevičius, Algimantas (1948–2024), litauischer Politiker
- Matulevičius, Deivydas (* 1989), litauischer Fußballspieler
- Matulevičius, Jonas (* 1957), litauischer Politiker
- Matulevičius, Juozas (1946–2016), litauischer Politiker, Mitglied des Seimas
- Matulevičius, Vytautas Antanas (* 1952), litauischer TV-Journalist und Politiker
- Matulian, Margarita (* 1985), armenische Bildhauerin und Künstlerin
- Matulić, Jerko (* 1990), kroatischer Handballspieler
- Matulionis, Algirdas (1911–1980), litauischer Forstwirt und Forstpolitiker
- Matulionis, Arvydas Virgilijus (* 1946), litauischer Soziologe
- Matulionis, Deividas (* 1963), litauischer Diplomat
- Matulionis, Teofilius (1873–1962), litauischer Geistlicher, römisch-katholischer Bischof von Kaišiadorys, Erzbischof
- Matulis, Juozas (1899–1993), litauischer Chemiker, Professor und Prorektor
- Matulis, Raimundas (* 1966), litauischer Militärpilot und Oberst
- Matulka, Jan (1890–1972), tschechisch-amerikanischer Maler, Kunstlehrer und Grafiker
- Matull, Karl (1898–1959), deutscher Politiker (SPD), MdL
- Matull, Kurt (* 1872), deutscher Regisseur
- Matull, Wilhelm (1903–1985), deutscher Journalist und Historiker
- Matulla, Oskar (1900–1982), österreichischer Grafiker, Maler und Schriftsteller
- Matulović, Milan (1935–2013), jugoslawischer Schachmeister

### Matum
- Matumona, Zola (* 1981), kongolesischer Fußballspieler

### Matur
- Matur, Oğuzhan (* 1999), deutsch-türkischer Fußballspieler
- Matura, Helga (1933–1966), deutsche Prostituierte und Mordopfer
- Matura, Jan (* 1980), tschechischer Skisportler
- Matura, Mihály (1900–1975), ungarischer Ringer
- Matura, Ralf (* 1970), deutscher Maler
- Matura, Roger (* 1953), deutscher Multiinstrumentalist, Songwriter, Folk- und Countrymusiker
- Maturana, Eduardo (1920–2003), chilenischer Komponist
- Maturana, Francisco (* 1949), kolumbianischer Fußballspieler und -trainer
- Maturana, Humberto R. (1928–2021), chilenischer Biologe und Philosoph mit dem Schwerpunkt NeurobiologieHumberto R. Maturana (1928–2021)

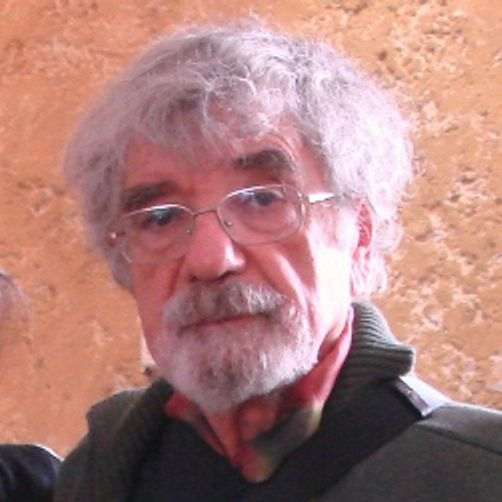
Humberto R. Maturana (1928–2021)

- Maturana, Marcos Segundo (1830–1892), chilenischer General
- Maturana, María (* 2006), kolumbianische Sprinterin
- Maturana, Nicolás (* 1993), chilenischer Fußballspieler
- Maturano, Rubén (1945–2024), mexikanischer Fußballspieler und -trainer
- Mature, Victor (1913–1999), US-amerikanischer SchauspielerVictor Mature (1913–1999)

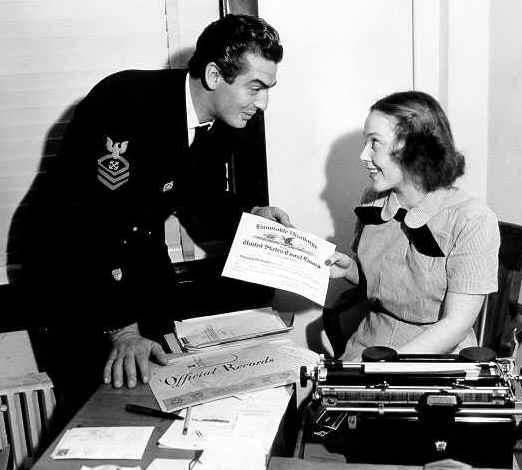
Victor Mature (1913–1999)

- Maturi, Filippo (* 1984), italienischer Politiker
- Maturin, Basil (1847–1915), irischer Geistlicher und Autor
- Maturin, Charles Robert (1780–1824), irischer protestantischer Geistlicher und Schriftsteller
- Maturová, Růžena (1869–1938), tschechische Opernsängerin
- Maturus, antiker römischer Toreut

### Matus
- Matus, Esteban (* 2002), chilenischer Fußballspieler
- Matus, Peter (* 1985), australisch-slowakischer Eishockeyspieler
- Matuš, Željko (* 1935), jugoslawischer Fußballspieler und -trainer
- Matuschak, Hansgünter (1927–2023), deutscher Manager und Funktionär
- Matuschak, Lothar (* 1948), deutscher Fußballspieler
- Matusche, Alfred (1909–1973), deutscher Dramatiker
- Matusche-Beckmann, Annemarie, deutsche Rechtswissenschaftlerin, Staatsanwältin und Richterin
- Matuschek, Hedwig (1903–1992), deutsche Politikerin (CDU), MdL
- Matuschek, Hubert (1902–1968), österreichischer Architekt
- Matuschek, Jutta (* 1960), deutsche Politikerin (BSW, Die Linke), MdA
- Matuschek, Milosz (* 1980), promovierter Jurist, Journalist und Autor
- Matuschek, Oliver (* 1971), deutscher Schriftsteller und Kurator
- Matuschek, Stefan (* 1962), deutscher Literaturwissenschaftler
- Matuschewski, Julia (* 1997), deutsch-polnische Fußballspielerin
- Matuschewski, Manfred (* 1939), deutscher Leichtathlet und Olympiateilnehmer
- Matuschewski, Mario (* 1969), deutscher Künstler und Architekt
- Matuschewski, Martina (* 1969), deutsche Filmeditorin
- Matuschik, Matthias (* 1965), deutscher Kabarettist sowie Radio- und FernsehmoderatorMatthias Matuschik (* 1965)

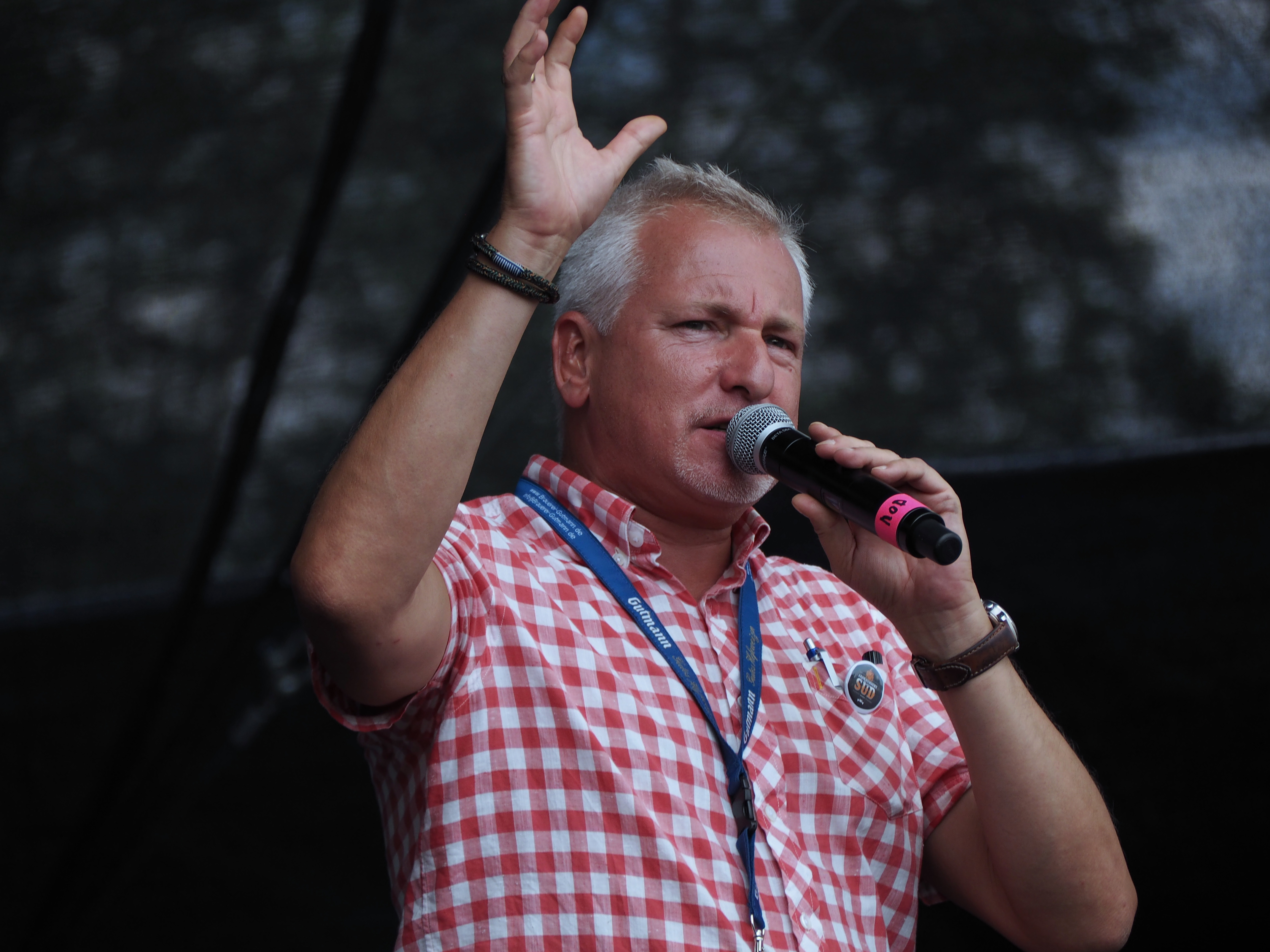
Matthias Matuschik (* 1965)

- Matuschka, Albrecht Graf (* 1944), deutscher Unternehmer und Vermögensdienstleister
- Matuschka, Bernhard Graf (1886–1966), Kolonialoffizier, Okkultist und Autor
- Matuschka, Franz von (1859–1943), deutscher Geologe und Politiker (Zentrum), MdR
- Matuschka, Guido Graf von (1849–1935), preußischer Generalmajor
- Matuschka, Hans Graf von (1885–1968), deutscher Verwaltungsbeamter und Konsul
- Matuschka, Johannes von (* 1974), deutscher Schauspieler und RegisseurJohannes von Matuschka (* 1974)

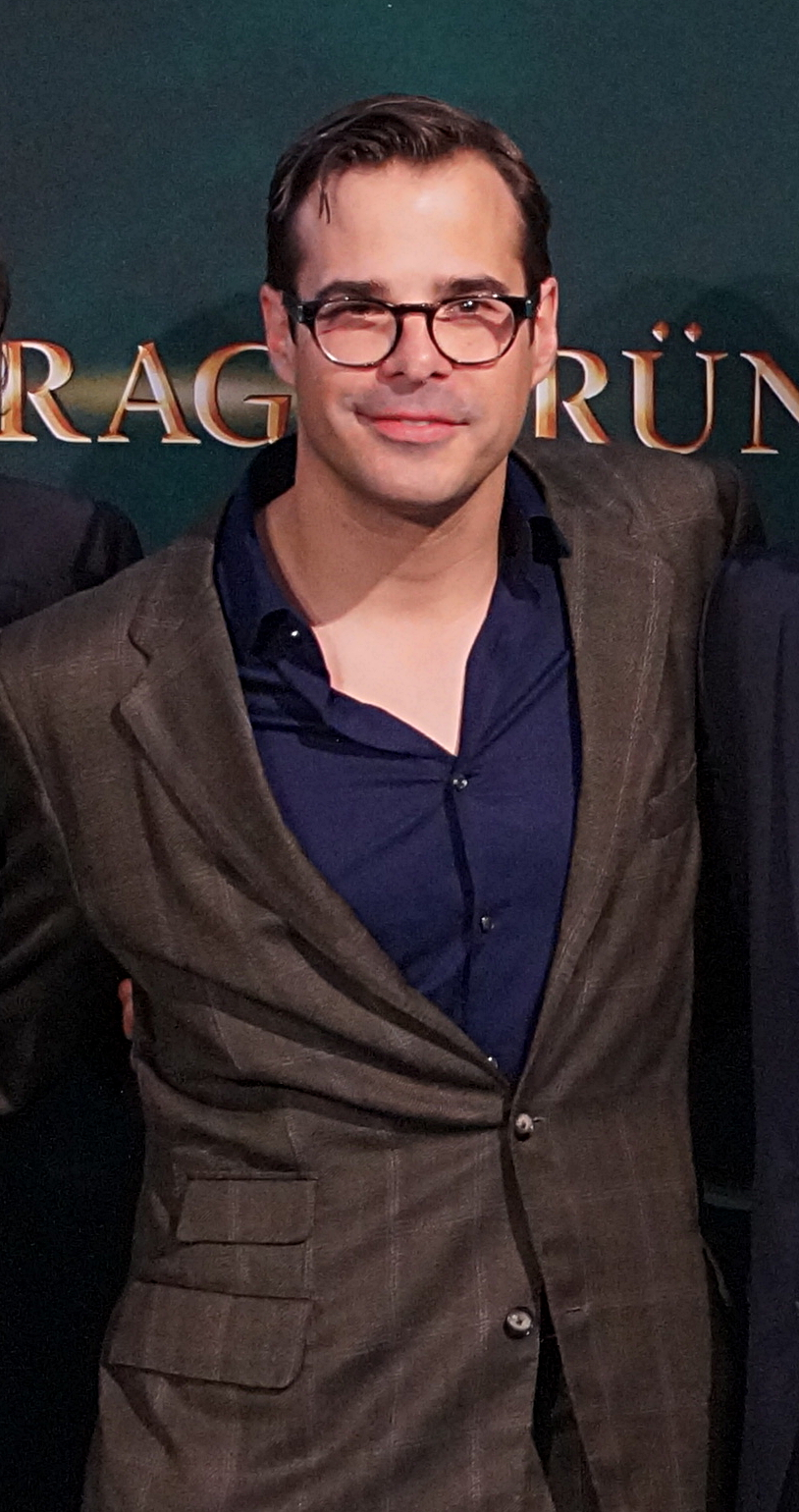
Johannes von Matuschka (* 1974)

- Matuschka, Mario Graf (* 1931), deutscher Diplomat
- Matuschka, Michael Graf von (1888–1944), deutscher Verwaltungsbeamter und Widerstandskämpfer, MdL
- Matuschka, Victor von (1824–1909), deutscher Politiker
- Matuschka-Greiffenclau, Erwein Graf (1938–1997), deutscher Winzer
- Matuschka-Greiffenclau, Guido von (1847–1924), deutscher Verwaltungsbeamter, Hofbeamter und Gutsbesitzer
- Matuschka-Greiffenclau, Hugo von (1822–1898), deutscher Weingutsbesitzer zu Vollrads und Politiker
- Matuschka-Greiffenclau, Richard Graf (1893–1975), deutscher Politiker (CDU), MdL
- Matuschyk, Adam (* 1989), polnischer Fußballspieler
- Matusevich, Anton (* 2001), britischer Tennisspieler
- Matusevich, Konstantin (* 1971), israelischer Hochspringer
- Matusevičius, Edis (* 1996), litauischer Speerwerfer
- Matusiak, Bogumiła (* 1971), polnische Radrennfahrerin
- Matusiak, Radosław (* 1982), polnischer Fußballspieler
- Matusiak, Wojciech (* 1945), polnischer Radrennfahrer
- Matusiewicz, David (* 1984), deutscher Ökonom
- Matušík, Ivan (* 1930), slowakischer Architekt
- Matusiwa, Azor (* 1998), niederländischer Fußballspieler angolanischer Abstammung
- Matuska, Béla (1929–1989), ungarischer Generalmajor
- Matúška, Janko (1821–1877), slowakischer Dichter, Schriftsteller und Urkundsbeamter
- Matuska, Sylvester (* 1892), ungarischer Eisenbahnattentäter und Massenmörder
- Matuška, Waldemar (1932–2009), tschechoslowakischer Schlagersänger und Schauspieler
- Matusko, Ilija (* 1980), deutscher Schriftsteller
- Matúšová, Barbora (* 1999), slowakische Tennisspielerin
- Matušovič, Miroslav (* 1980), tschechischer Fußballspieler
- Matusow, Harvey (1926–2002), US-amerikanischer antikommunistischer Spitzel und Denunziant
- Matusow, Mike (* 1968), US-amerikanischer Pokerspieler
- Matussek, Matthias (* 1954), deutscher Essayist, Reporter und RedakteurMatthias Matussek (* 1954)

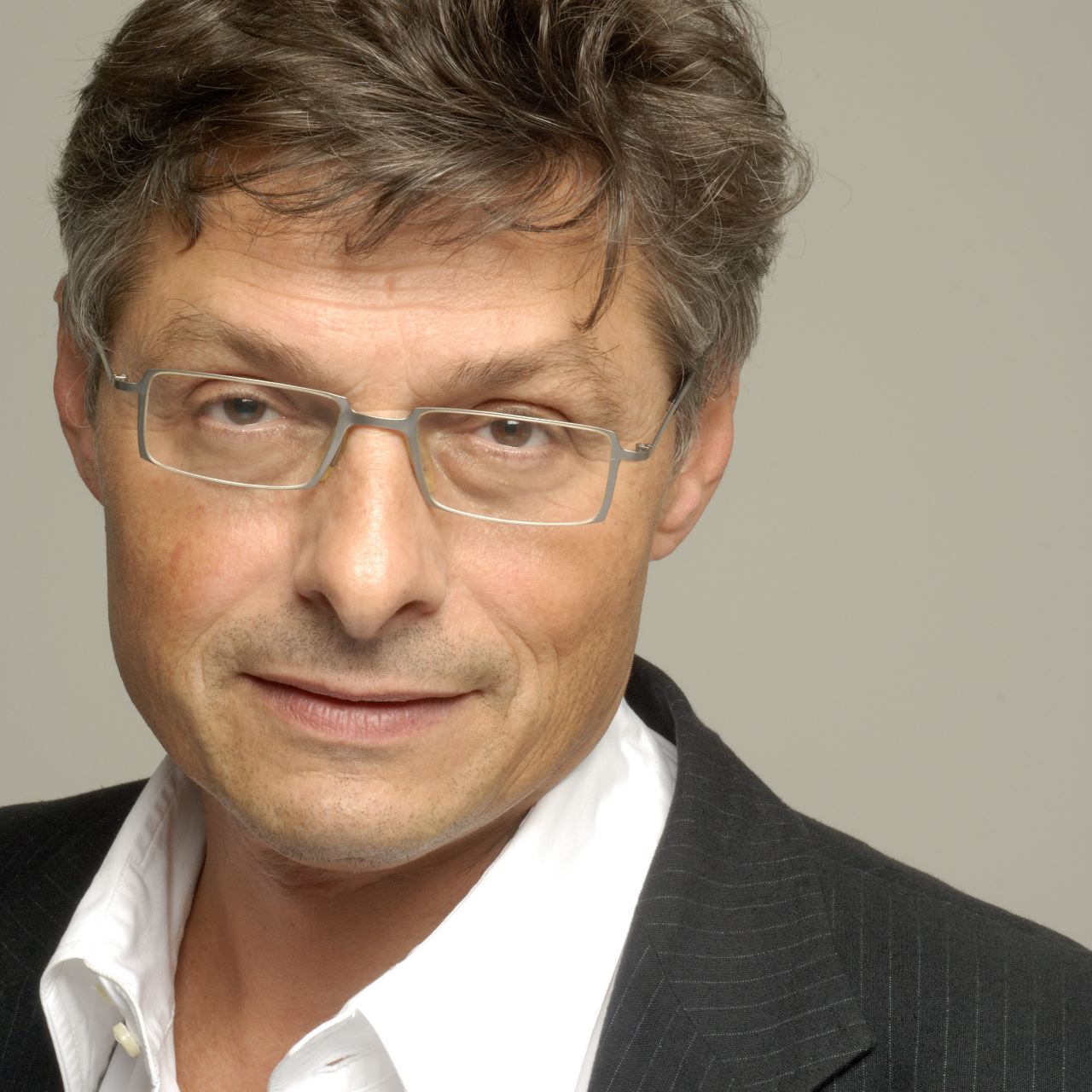
Matthias Matussek (* 1954)

- Matussek, Norbert (1922–2009), deutscher Biochemiker
- Matussek, Paul (1919–2003), deutscher Neurologe, Psychiater und Psychoanalytiker
- Matussek, Peter (* 1955), deutscher Literaturwissenschaftler und Hochschullehrer
- Matussek, Susanne (* 1974), deutsche Juristin, Richter am Bundesgerichtshof
- Matussek, Thomas (* 1947), deutscher Diplomat
- Matussewitsch, Eduard (* 1937), sowjetischer Eisschnellläufer
- Matussowski, Michail Lwowitsch (1915–1990), sowjetischer Dichter und Liedermacher
- Matusza, Manfred (* 1944), deutscher Ökonom und ehemaliger Oberbürgermeister
- Matuszak, John (1950–1989), US-amerikanischer Football-Spieler und Schauspieler
- Matuszczak, Bernadetta (1931–2021), polnische Komponistin
- Matuszczak, Zbigniew (* 1962), polnischer Politiker, Mitglied des Sejm
- Matuszczyk, Sylwia (* 1992), polnische Handballspielerin
- Matuszek, Gabriela (* 1953), polnische Literaturhistorikerin, Essayistin, Kritikerin und Übersetzerin
- Matuszewicz, Anna (* 2003), polnische Weitspringerin
- Matuszewska, Agnieszka, polnische Prähistorikerin
- Matuszewski, Bolesław (1856–1943), polnischer Regisseur und Filmproduzent
- Matuszewski, Marek (* 1959), polnischer Politiker, Mitglied des Sejm
- Matuszewski, Piotr (* 1998), polnischer Tennisspieler
- Matuszewski, Rafał (* 1986), Althistoriker und Altertumswissenschaftler
- Matuszewski, Sigmund (1888–1954), deutscher Theaterschauspieler, Opernsänger (Tenor) und Theaterintendant
- Matuszkiewicz, Felix (1885–1956), deutscher Historiker und Rechtswissenschaftler
- Matuszkiewicz, Jerzy (1928–2021), polnischer Jazzmusiker und Filmkomponist
- Matuszkiewicz, Władysław (1921–2013), polnischer Geobotaniker und Pflanzensoziologe
- Matuszny, Kazimierz (* 1960), polnischer Politiker, Mitglied des Sejm
- Matuszyński, Jan (1808–1842), polnischer Arzt
- Matuszyński, Jan P. (* 1984), polnischer Filmregisseur und Drehbuchautor

### Matut
- Matuta, Emmanuel (* 2002), belgisch-kongolesischer Fußballspieler
- Matute, Ana María (1925–2014), spanische Schriftstellerin
- Matute, Louis (* 1993), Schweizer Jazz- und Fusionmusiker (Gitarre, Komposition)
- Matutes, Abel (* 1941), spanischer Unternehmer und PolitikerAbel Matutes (* 1941)

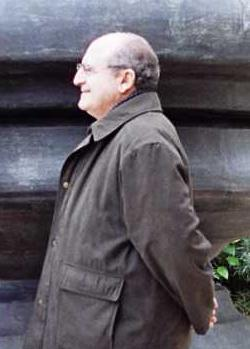
Abel Matutes (* 1941)

- Matutio, antiker römischer Toreut

### Matuw
- Matuwila, José-Junior (* 1991), deutsch-angolanischer Fußballspieler

### Matuz
- Matuz, Josef (1925–1992), deutscher Historiker, Orientalist und Turkologe ungarischer Herkunft
- Matuzalém (* 1980), brasilianischer Fußballspieler
- Matuzas, Vitas (* 1959), litauischer Politiker